# Romano Zanella
Romano Zanella (3 settembre 1990) è un giocatore di football americano svizzero che gioca nel ruolo di defensive back per i Luzern Lions.

## Palmarès
- 2 Lega B (Luzern Lions, 2014, 2017)